# 사카이 다다타카 (1751년)
사카이 다다타카(일본어: 酒井忠崇, 1751년 6월 3일 ~ 1824년 4월 30일)는 일본 에도 시대의 다이묘로, 데와국 마쓰야마 번의 4대 번주이다. 어릴적 이름은 구메지로(粂次郎)이며, 관위는 종5위하, 다이가쿠노카미(大学頭), 이와미노카미이다.
간엔 4년(1751년) 5월 10일, 마쓰야마 번의 3대 번주 사카이 다다요시의 둘째 아들로 태어났다. 메이와 4년(1767년) 7월 3일, 2대 번주 사카이 다다야스의 손자로 적자였던 사카이 다다오키가 사망하자, 그 뒤를 이어 세자가 되었다. 덴메이 7년(1787년), 아버지가 사망함에 따라 번주직을 계승하였다. 간세이 10년(1798년) 11월 26일, 양자인 사카이 다다노리에게 가문을 물려주고 은거하였으며, 분세이 7년(1824년) 4월 2일에 74세로 사망하였다.
| 전임 사카이 다다요시 | 제4대 마쓰야마 번 번주 1787년 ~ 1798년 | 후임 사카이 다다노리 |